# Nakayama Kaiho
Kaiho Nakayama (sinh ngày 11 tháng 1 năm 1993) là một cầu thủ bóng đá người Nhật Bản.

## Sự nghiệp câu lạc bộ
Kaiho Nakayama đã từng chơi cho Giravanz Kitakyushu.